# Драйвер на ніч
«Драйвер на ніч» (англ. Stretch, «Стретч») — кримінальна комедія 2014 року, знята Джо Карнаганом. У фільмі знялись Патрік Вілсон, Ед Гелмс, Джеймс Бедж Дейл, Бруклін Декер, Джессіка Альба.

## Сюжет
Нещасливий водій лімузина Стретч збирається зробити пропозицію коханій, з якою познайомився рік тому під час ДТП. Але жінка кидає його. Ігнасіо, якому чоловік заборгував кругленьку суму, раптово дає йому строк до півночі повністю повернути кошти. У Стретча з'являються галюцинації у вигляді іншого невдалого актора та водія Карла, який вчинив самогубство.
Бос Стретча Насім повідомляє йому, що таємничий Джові краде клієнтів, і якщо їм не вдасться повернути їх, компанію закриють. Водій звертається до Чарлі. І невдовзі з'являється можливість перехопити клієнта Джові Рея Ліотту, при цьому конкуренту дістається Девід Гассельгофф. Також Чарлі шле Стретчу ексцентричного багатія Роджера Кароса, який запропонував, у разі гарного обслуговування, оплатити його борг. Головний герой отримує завдання від клієнта привезти портфель. Через численні перешкоди та невелику затримку Стретчу вдається доставити і портфель, і борг.

## У ролях
| Актор             | Роль                                 |
| ----------------- | ------------------------------------ |
| Патрік Вілсон     | Стретч                               |
| Ед Гелмс          | Карл                                 |
| Джеймс Бедж Дейл  | Лоран                                |
| Бруклін Декер     | Кендіс                               |
| Джессіка Альба    | Чарлі                                |
| Кріс Пайн         | Роджер Карос (в титрах не зазнаений) |
| Ренді Кутюр       | Джові                                |
| Бен Брей          | Ігнасіо                              |
| Метт Вілліг       | Борис                                |
| Шон Тоуб          | Насім                                |
| Девід Гассельгофф | камео                                |

## Створення фільму

### Виробництво
Знімання фільму проходило в Голлівуді, Лос-Анджелес, Каліфорнія, США.

### Знімальна група
- Кінорежисер — Джо Карнаган
- Сценаристи — Джо Карнаган, Джеррі Корлі, Роб Роуз
- Кінопродюсери — Джейсон Блум, Джо Карнаган, Трейсі Фалько
- Композитор — Людвіг Горенсен
- Кінооператор — Ясу Таніда
- Кіномонтаж — Кевін Гейл, Джейсон Гелл Манн
- Художник-постановник — Скотт П. Мерфі
- Артдиректор — Марк Роберт Тейлор
- Художник-декоратор — Лорі Мазуер
- Художник з костюмів — Ліза Норчія
- Підбір акторів — Шарон Бялі[1].

## Сприйняття
Фільм отримав переважно схвальні відгуки. На сайті Rotten Tomatoes оцінка стрічки становить 86 % на основі 14 відгуків від критиків (середня оцінка 6,6/10) і 63 % від глядачів із середньою оцінкою 3,5/5 (2 468 голосів), фільму зарахований «стиглий помідор» від кінокритиків та «попкорн» від глядачів. Internet Movie Database — 6,5/10 (26 210 голосів)